# Beatpatrol
Beatpatrol est un festival autrichien de musique électronique organisé depuis 2009. Le programme est axé sur des genres musicaux comme la house, la drum and bass, le dub, la trance Goa ou le hardstyle. Le festival est organisé au VAZ de St. Pölte jusqu'en 2021, puis au Marx-Halle de Vienne.

## Histoire
Lors de la première édition du festival en 2009, les organisateurs comptent 20 000 visiteurs au total du 24 au 25 juillet. Plus de 100 groupes et artistes se produisent, dont Paul van Dyk, Paul Kalkbrenner, et Faithless Allstars. 27 000 visiteurs sont déclarés du 23 au 25 juillet 2010. Parmi les plus de 100 groupes et artistes, on compte notamment Tiësto, Paul Oakenfold et Booka Shade. L'année suivante, 31 000 visiteurs assistent au festival du 22 au 24 juillet. Tiësto, Paul van Dyk et Moby font partie de l'affiche. En 2012, le festival a lieu du 20 au 22 juillet et attire 29 000 visiteurs. Le line-up comprend des artistes comme Avicii, Armin van Buuren, The Bloody Beetroots (DJ Set) et bien d'autres. Le projet GreenPatrol est mis en œuvre pour la deuxième fois. En 2013, le festival est avancé en raison du temps pluvieux des années précédentes et lieu du 31 mai au 2 juin. En 2020, le festival est annulé en raison de la pandémie de Covid-19. 

## Distinctions
- Partenaire de projet Klima:aktiv mobil 2011[6].
- VCÖ-Mobilitätspreis NÖ 2012[7] (prix de la mobilité de Basse-Autriche)